# Liste der Gemeindeverbände im Département Seine-Maritime
Das Département Seine-Maritime liegt in der Region Normandie in Frankreich. Es untergliedert sich in 19 Gemeindeverbände.
Siehe auch: Liste der Gemeinden im Département Seine-Maritime

## Gemeindeverbände

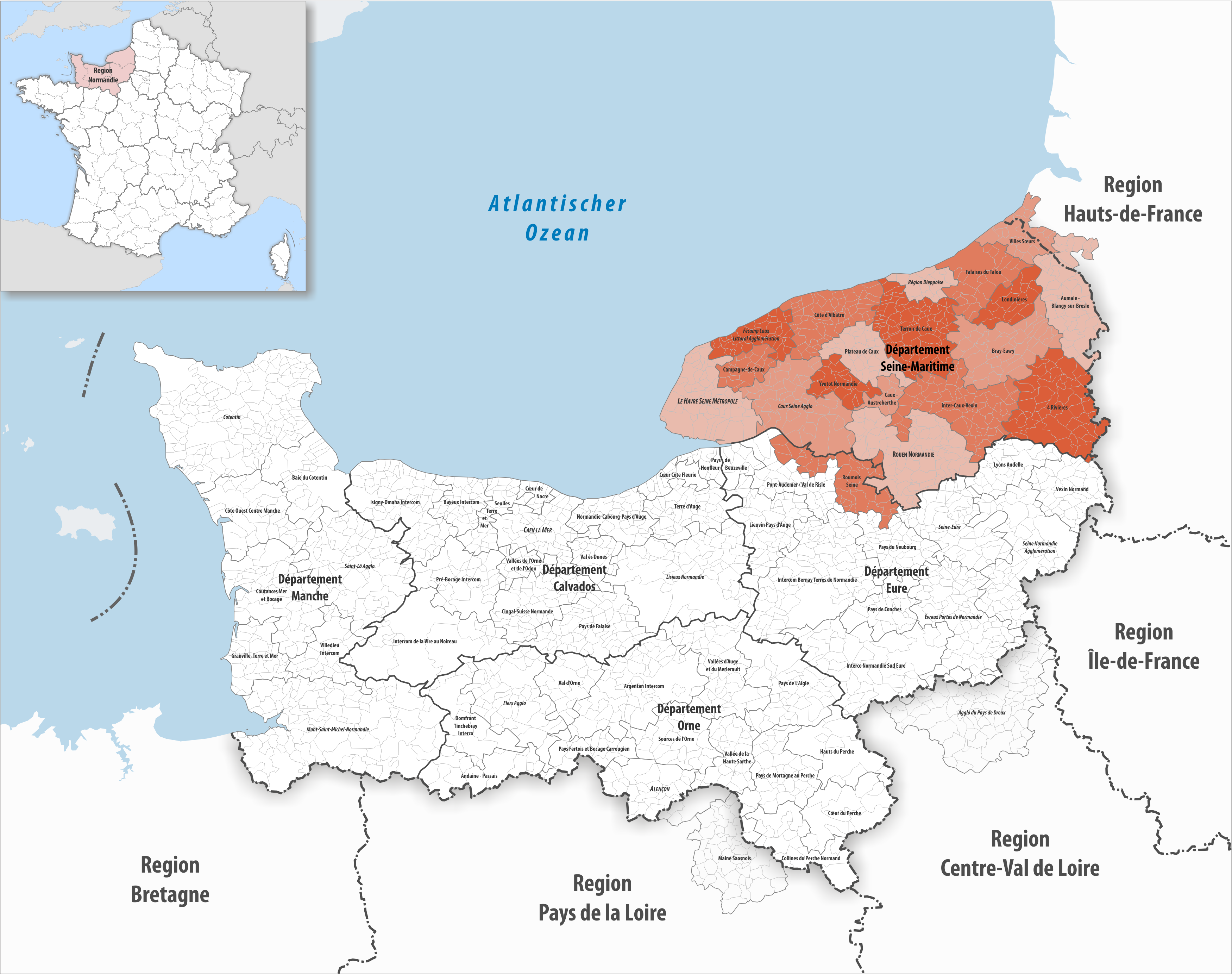
Gemeindeverbände im Département Seine-Maritime

| Gemeindeverband                    | Gemeinden im Départ./Verband | Einwohner 1. Januar 2022 | Fläche km² | Dichte Einw./km² | SIREN- Nummer | Rechtsform                 | Gründungsdatum     |
| ---------------------------------- | ---------------------------- | ------------------------ | ---------- | ---------------- | ------------- | -------------------------- | ------------------ |
| 4 Rivières                         | 51/52                        | 28.632                   | 607,58     | 47               | 200 069 730   | Communauté de communes     | 1. Dezember 2016   |
| Aumale Blangy-sur-Bresle           | 34/44                        | 21.244                   | 464,26     | 46               | 200 069 722   | Communauté de communes     | 29. November 2016  |
| Bray-Eawy                          | 46/46                        | 24.882                   | 488,42     | 51               | 200 070 068   | Communauté de communes     | 25. November 2016  |
| Caux Seine Agglo                   | 50/50                        | 77.968                   | 574,27     | 136              | 200 010 700   | Communauté d’agglomération | 1. Oktober 2007    |
| Campagne-de-Caux                   | 22/22                        | 15.021                   | 145,27     | 103              | 247 600 505   | Communauté de communes     | 10. Dezember 1997  |
| Caux-Austreberthe                  | 9/9                          | 25.137                   | 88,54      | 284              | 247 600 646   | Communauté de communes     | 28. Dezember 2001  |
| Côte d’Albâtre                     | 63/63                        | 27.520                   | 387,50     | 71               | 200 069 839   | Communauté de communes     | 25. November 2016  |
| Falaises du Talou                  | 24/24                        | 23.553                   | 328,48     | 72               | 247 600 729   | Communauté de communes     | 28. Dezember 2001  |
| Fécamp Caux Littoral Agglomération | 33/33                        | 38.162                   | 207,08     | 184              | 200 069 821   | Communauté d’agglomération | 25. November 2016  |
| Inter-Caux-Vexin                   | 64/64                        | 55.948                   | 543,30     | 103              | 200 070 449   | Communauté de communes     | 1. Dezember 2016   |
| Le Havre Seine Métropole           | 54/54                        | 266.929                  | 495,77     | 538              | 200 084 952   | Communauté urbaine         | 1. Januar 2020     |
| Londinières                        | 16/16                        | 5.192                    | 194,62     | 27               | 247 600 604   | Communauté de communes     | 11. Dezember 2000  |
| Plateau de Caux                    | 40/40                        | 21.314                   | 252,34     | 84               | 200 069 847   | Communauté de communes     | 1. Dezember 2016   |
| Région Dieppoise                   | 16/16                        | 46.229                   | 128,97     | 358              | 247 600 786   | Communauté d’agglomération | 26. Dezember 2002  |
| Rouen Normandie                    | 71/71                        | 500.703                  | 663,83     | 754              | 200 023 414   | Métropole                  | 22. Dezember 2009  |
| Roumois Seine                      | 1/56                         | 41.773                   | 338,71     | 123              | 200 066 405   | Communauté de communes     | 16. September 2016 |
| Terroir de Caux                    | 79/79                        | 37.763                   | 489,51     | 77               | 200 068 534   | Communauté de communes     | 16. November 2016  |
| Villes Sœurs                       | 15/28                        | 35.612                   | 214,78     | 166              | 247 600 588   | Communauté de communes     | 31. Dezember 1999  |
| Yvetot Normandie                   | 19/19                        | 26.348                   | 168,27     | 157              | 247 600 620   | Communauté de communes     | 31. Dezember 2001  |